# Mylothris agathina
Mylothris agathina es una especie de mariposa de la familia Pieridae. Se encuentra en Mozambique, Zimbabue, Botsuana y sur y este de Sudáfrica.  Su distribución se ha extendido hacia el oeste por la costa en las últimas décadas sin embargo, y ahora se encuentra en el norte de Ciudad del Cabo a algo más allá de Saldanha.

## Descripción
Tiene una envergadura de 50-60 mm para los machos y 52-65 mm para las hembras. Los adultos están en vuelo durante todo el año, con picos en octubre y desde finales de febrero a abril. Las larvas se alimentan de Tapinanthus oleifolius, Tapinanthus rubromarginatus, Erianthemum dregei, Teighemia quinquenervia, Ximenia caffra, Osyris lanceolata, y Osyris compressa (que usualmente es llamada como Colpoon compressum).

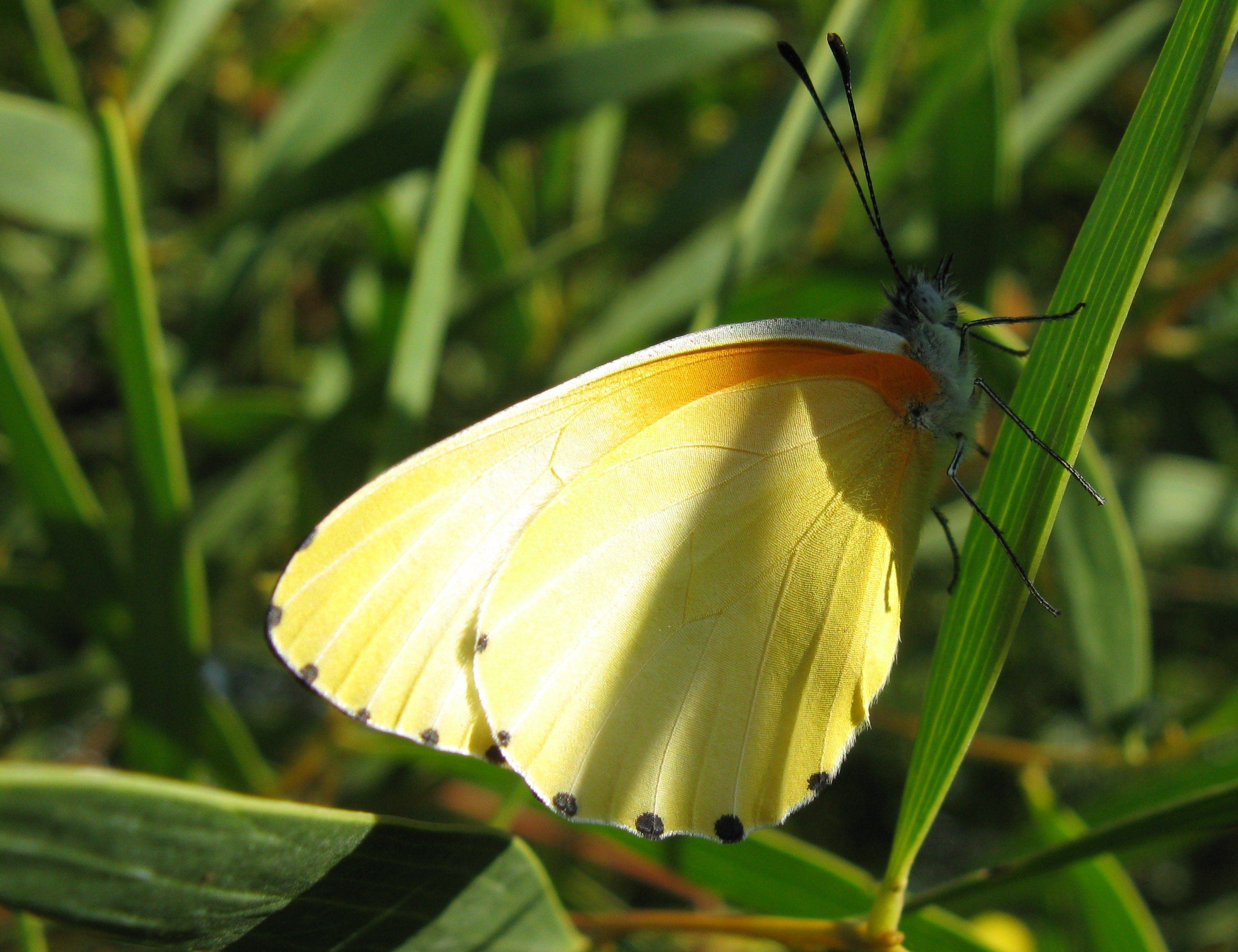
Mylothris agathina, en Sudáfrica

## Subespecies
- Mylothris agathina agathina
- Mylothris agathina richlora Suffert, 1904